# Montouhotep Ier
Pour les articles homonymes, voir Montouhotep.
Montouhotep Ier est un nomarque (gouverneur de province), puis roi égyptien du nome de Thèbes. Il est probablement le fils d'Antef l'Ancien et le petit-fils d'Ikou, eux aussi gouverneurs du nome de Thèbes. Il est proclamé roi après sa mort par son fils et successeur probable Antef Ier, sa titulature ayant été créée à ce moment-là. Son "règne" est situé aux alentours de 2134 à 2130 av. J.-C.. Le Canon royal de Turin (5.13) a une lacune sur son nom.

## Famille
La femme de Montouhotep est probablement Néférou Ire. Une statue de Heqaib semble indiquer qu'il était le père des rois Antef Ier et Antef II. La liste royale de la Chambre des ancêtres comporte apparemment un personnage non royal (sans cartouche) nommé Antef, en position no 13, juste à côté du nom Men... qui correspond probablement à Montouhotep Ier. Cet Antef pourrait s'identifier à Antef l'Ancien, fils d'Ikou. Cependant, les rois des fragments restants ne sont pas listés dans l'ordre chronologique, donc cela n'est pas du tout certain.

## Attestations
Montouhotep était probablement un nomarque égyptien local de Thèbes pendant la Première Période intermédiaire, vers 2135 avant notre ère. La liste liste royale de la Chambre des ancêtres de Thoutmôsis III conserve, en position no 12, le nom partiel Men- dans un cartouche royal, distinct de ceux de Montouhotep II (no 29) et de Montouhotep III (no 30) (Montouhotep IV ayant été systématiquement exclu des listes royales, cela ne peut pas non plus être lui). Les fragments lisibles de la liste ne semblent pas représenter les pharaons dans l'ordre chronologique, et on ne peut donc pas déterminer si et quand ce pharaon Men- a vécu. De nombreux chercheurs ont affirmé que la liste montrait qu'un Montouhotep, qui aurait pu n'être qu'un nomarque thébain, s'est vu attribuer le titre royal à titre posthume par ses successeurs ; c'est pourquoi ce personnage conjectural est appelé conventionnellement Montouhotep Ier,,,.
Aucun monument contemporain ne peut être attribué avec certitude à un roi nommé Montouhotep Ier. Plusieurs égyptologues en ont déduit qu'il s'agissait d'un ancêtre et fondateur fictif de la XIe dynastie, inventé à cette fin dans la dernière partie de la dynastie. Sur le socle d'une statue du sanctuaire de Heqaib à Éléphantine, un Montouhotep est désigné comme « père des dieux »,. Ce titre fait probablement référence aux successeurs immédiats de Montouhotep, Antef Ier et Antef II, qui ont existé en tant que rois. Ce titre a convaincu de nombreux égyptologues que ce Montouhotep était probablement le père de ces deux rois,,, mais qu'il n'a jamais été roi lui-même, ce titre étant généralement réservé aux ancêtres non royaux des souverains,,,. Ainsi, sa titulature lui aurait été attribuée après sa mort.

## Biographie
En tant que nomarque thébain, Montouhotep dirigeait un territoire qui s'étendait peut-être vers le sud jusqu'à la première cataracte. Antef l'Ancien aurait contrôlé un territoire couvrant soit uniquement le nome de Thèbes, soit les quatre premiers nomes de Haute-Égypte. Coptos, dans le cinquième nome, était alors contrôlé par une autre dynastie de nomarques. En effet, Antef Ier a régné sur les quatre premiers nomes de Haute-Égypte, mais la conquête des trois premiers nomes par la défaite d'Ânkhtyfy ou de l'un de ses successeurs a pu se faire un peu avant. En effet, une stèle donne à un nomarque Antef le titre de « grand seigneur de la Haute-Égypte », qui pourrait concerner Antef l'Ancien et signifier qu'il contrôlait tout le sud du territoire égyptien. Montouhotep pourrait avoir fait alliance avec le nomarque de Coptos, qui a ensuite amené son successeur Antef Ier à entrer en guerre contre les rois héracléopolitains de la Xe dynastie.